# 本間正治
本間正治（ほんま まさはる、1969年10月11日 - ）は、日本の経営者。株式会社マルエツ代表取締役社長、ユナイテッド・スーパーマーケット・ホールディングス株式会社代表取締役副社長、元マックスバリュ関東株式会社取締役。

## 人物・経歴
1969年10月生まれ。新潟県佐渡市出身。1992年3月千葉商科大学商経学部卒業。同年3月株式会社マルエツ入社。2010年3月同社経営企画本部 経営計画部長、2013年5月同社執行役員 経営企画本部 経営計画部長、2015年5月同社執行役員 経営企画本部 経営計画部長、マックスバリュ関東株式会社取締役、2017年3月株式会社マルエツ執行役員 管理統括 経営企画本部長、2019年3月同社執行役員 経営企画本部長、2019年5月同社常務執行役員 経営企画本部長、2020年5月同社取締役 常務執行役員 経営企画本部長、2021年5月ユナイテッド・スーパーマーケット・ホールディングス株式会社取締役。2023年3月株式会社マルエツ代表取締役社長就任、2023年5月ユナイテッド・スーパーマーケット・ホールディングス株式会社代表取締役副社長就任。